# Condiciones de Nápoles
Las Condiciones de Nápoles son condiciones concesionarias para la reprogramación de la deuda aprobadas por el Club de París en diciembre de 1994 que se aplican en los países de bajo ingreso, según las circunstancias de cada caso.  Los países pueden recibir una reducción de hasta el 67% del valor neto actualizado de la deuda comercial (que no sea Asistencia Oficial para el Desarrollo (AOD)) en fecha previa al corte. Estas condiciones combinadas con medidas similares de otros acreedores multilaterales, se conocen como mecanismos tradicionales de alivio de la deuda.
- Datos: Q5782549